# アポクリファ (X-ファイルのエピソード)
「アポクリファ」（原題:Apocrypha）は『X-ファイル』のシーズン3第16話で、1996年2月16日にFOXが初めて放送した。なお、本エピソードは「ミソロジー」に属するエピソードであり、前回の「海底」から続くエピソードである。
「アポクリファ」とは、新約聖書外典のことである。ギリシャ語で「隠されたもの」を意味し、初期キリスト教の正統教会に認められず、新約聖書（正典）に収録されなかった外典群を指す。

## スタッフ
- 監督:キム・マナーズ
- 脚本:フランク・スポットニッツ、クリス・カーター

## キャスト

### レギュラー
- デイヴィッド・ドゥカヴニー - フォックス・モルダー特別捜査官
- ジリアン・アンダーソン - ダナ・スカリー特別捜査官
- ミッチ・ピレッジ - ウォルター・スキナーFBI副長官

### ゲスト
- ウィリアム・B・デイヴィス - シガレット・スモーキング・マン
- ニコラス・リー - アレックス・クライチェック
- ジョン・ネヴィル - ウェル・マニキュアード・マン
- ドン・S・ウィリアムズ - ファースト・エルダー
- レノ・ブリトス - ルイス・カーディナル
- ブルース・ハーウッド - ジョン・フィッツジェラルド・バイヤース
- トム・ブレイドウッド - メルビン・フロヒキー
- ディーン・ハグランド - リチャード・ラングリー
- ブレンダン・ベイサー - ペンドレル捜査官
- ケヴィン・マクナルティ - ブライアン・フラー捜査官
- スレイカ・マシュー - リンダ・カレカ捜査官
- ドミトリー・チェポヴェツキー - 若い頃のウィリアム・モルダー
- クレイグ・ウォーケンティン - 若い頃のシガレット・スモーキング・マン
- バリー・レヴィ - 海軍所属の軍医

## ストーリー
1953年、潜水艦ゼウス・フェイバー号の乗組員の一人が大やけどを負って入院していた。彼はそこへ訪ねて来た3人の政府職員に自分がなぜこのような火傷を負ったのかを語り始めた。自分は艦内の一室に艦長ら数名と一緒に閉じ込められていただけなのにと語る。実は、艦長はブラックオイルに感染していたが背後から殴られた衝撃で、ブラックオイルは艦長の体内から排出され、潜水艦の廃棄設備を利用して海へと出た。3人のうち2人は若い頃のシガレット・スモーキング・マンとビル・モルダーであった。
モルダーとクライチェックがアメリカに戻ると、2人は不審車両に付け回された。その車内から出てきた2人組がクライチェックの身柄を確保しようとした瞬間、閃光が走り大やけどを負った。その様子を見たスモーキング・マンは証拠の隠滅を命じる。意識を失っていたモルダーは病院へと運び込まれた。そこで、モルダーはスカリーからスキナーの容態について聞かされる。唾液の分析の結果、スキナー狙撃犯はメリッサを殺した人物と同一人物であることが判明したのである。
シンジケートのメンバーはパイパー・マル号をめぐる騒動への対応と情報流失疑惑について話し合っていた。
スキナーはスカリーに狙撃犯がクライチェックとともに行動していたこと、2人にデジタルテープを盗まれてしまったことを伝える。モルダーは潜水服に付着していた油とゴーシャーがエイリアン由来の何かを媒介しており、それは人から人へと感染するのではないかと考える。そこから、クライチェックが何かに感染してしまったのではないかと推理する。モルダーとローン・ガンメンはクライチェックからもらった鍵を使ってテープが保管されているはずのロッカーを開けてみたが、ロッカーの中には何もなかった。
その頃、クライチェックはスモーキング・マンに「テープを引き渡す代わりにUFOの隠し場所を教えろ」と取引を持ち掛けていた。
スキナー狙撃犯がルイス・カーディナルだと特定されたとの一報を聞いたシンジケートは、スモーキング・マンにUFOを別の場所に移送するように命じる。その頃、モルダーとローン・ガンメンがテープケースを分析していると、謎の電話番号が記されていることに気が付く。その番号に電話をかけてみるとシンジケートの事務所につながった。予期せぬ人物からの電話に狼狽えたウェル・マニキュアード・マンではあったが、すぐに平静を取り戻しモルダーと会う約束をする。マニキュア―ド・マンは第二次世界大戦中にUFOが墜落し、それを隠すために「海に沈んだ原子爆弾がある」というデマを流したことをモルダーに明かす。別れ際、マニキュア―ド・マンは「誰でも近寄れるのだよ。」と謎めいた言葉を残した。不安になったモルダーはスカリーにスキナーの警護がちゃんとしているか確かめてくれと頼んだ。
スカリーは救急車で別の病院に搬送されるスキナーに同伴していた。モルダーの不安が的中し、スキナーを暗殺しようと男が乗り込んできた。スカリーはその男を追いかけ、身柄を取り押さえることに成功した。その男こそメリッサを殺害したルイス・カーディナルであった。カーディナルは「クライチェックはノースダコタ州にあるミサイルサイロへ向かった」とスカリーに行った。モルダーとスカリーはその場所へ向かったが、スモーキング・マンが手配した兵士たちに捕まってしまう。
ミサイルサイロの最深部。クライチェックはUFOの上でブラックオイルを吐き出していた。オイルはUFO内部に入っていく。
回復したスキナーが職場に復帰した。モルダーはメリッサの墓でスカリーに会う。スカリーはカーディナルが独房で死んだとモルダーに告げた。
サイロ内に閉じ込められたクライチェックは「此処から出してくれ」と叫びながら開かない扉を叩き続けていた。サイロ内には彼の叫び声が空しく響き渡っていた。

## 製作
クリス・カーターは潜水艦での回想シーンを白黒で表現するということを『X-ファイル』が始まった頃からずっとやりたかったのだと語っている。また、「アポクリファ」というタイトルは「隠された文書や真実は確かに存在するが、日の目を浴びることはない。」という本エピソードの主題を暗示したものである。
マナーズは「（1話完結型のエピソードには）監督個人に由来する創造性がある。しかし、「ミソロジー」系のエピソードで監督として求められるものは、演技がそこにあると確信することなのだ。複数の流れが縒り合さった物語は、最も面白く、かつ最も明瞭な方法で提示されるんだ。」と述べている。
ブラックオイルがクライチェックの体から出てくるシーンの撮影で、ニコラス・リーはチューブ付きのマスクを着用していた。リーは「あのシーンの撮影は怖かった。撮影が終わったと思ったら、数日後に再撮影しなければならなくなった。」と述べている。なお、本エピソードの冒頭にある潜水艦の艦長からブラックオイルが出てくるシーンは人形を使った撮影が行われた。当初、オイルには磁性を持った液体を使用し、磁石の力で液体を動かす予定であった。しかし、実際にやってみたところ、液体の動きがコミカルでおどろおどろしさがないことが判明した。そこで、潜水艦のセットを組み直し、前後に振動させられるようにした。振動によってブラックオイルの不気味な流れ方を演出しようとしたのである。これでも不気味さに欠けるため、ポスト・プロダクション作業の過程でデジタル処理が行われた。感染者の目に浮かぶブラックオイルもCGによるものである。
本エピソードで使われたミサイルサイロのセットは資金と時間の不足のために未完成であった。それを補うためにCGによる加工がなされた。サイロの外観もデジタル処理で加工されている。

## 評価
1996年2月16日、FOXは本エピソードを初めてアメリカで放映し、1671万人の視聴者を獲得した。
『エンターテインメント・ウィークリー』は本エピソードにA評価を下し、「『X－ファイル』の壮大な主題にいくつかの興味深い進展をもたらしている。もっとも、その進展は最後のミサイルサイロでの素晴らしいシーンにとってだけ価値あるものなのだが。」と評している。『A.V.クラブ』のザック・ハンドルンも本エピソードにA評価を下し、「全体を見れば印象的なエピソードだと思う。しかし、細かい部分は必ずしも重要ではない。」「ほとんどの「ミソロジー」系エピソードのプロットが持つ循環性はいただけない。『X-ファイル』の主人公はよく打ちのめされているが、不貞腐れることもない。真実の探求をあきらめることもない。破滅することもない。」と述べている。
フランク・スポットニッツは「視聴者は「海底」と「アポクリファ」で陰謀について多くを知ることができなかったと思っている。でも心情的には、この2話は本当にいいエピソードだと思う。死にゆく人間による数多くの行為を通して物語を進めることは本当にたやすいことだ。死者は決して何かを語ることがない。」と述べている。